# Aiteo
Aiteo Group é uma companhia petrolífera nigeriana, sediada em Lagos e Port Harcourt.

## História
A companhia foi estabelecida em 2008, como sucessora da Sigmund Communnecci Limited.